# Babcockiella setifera
Babcockiella setifera är en stekelart som beskrevs av John M. Heraty 2002. Babcockiella setifera ingår i släktet Babcockiella och familjen Eucharitidae. Inga underarter finns listade.